# Catacaló Cecaumen
Catacaló (en grec: Κατακαλὼν Κεκαυμένος, Katakalon Kekaumenos) fou un prominent general romà d'Orient de mitjan segle xi.

## Biografia

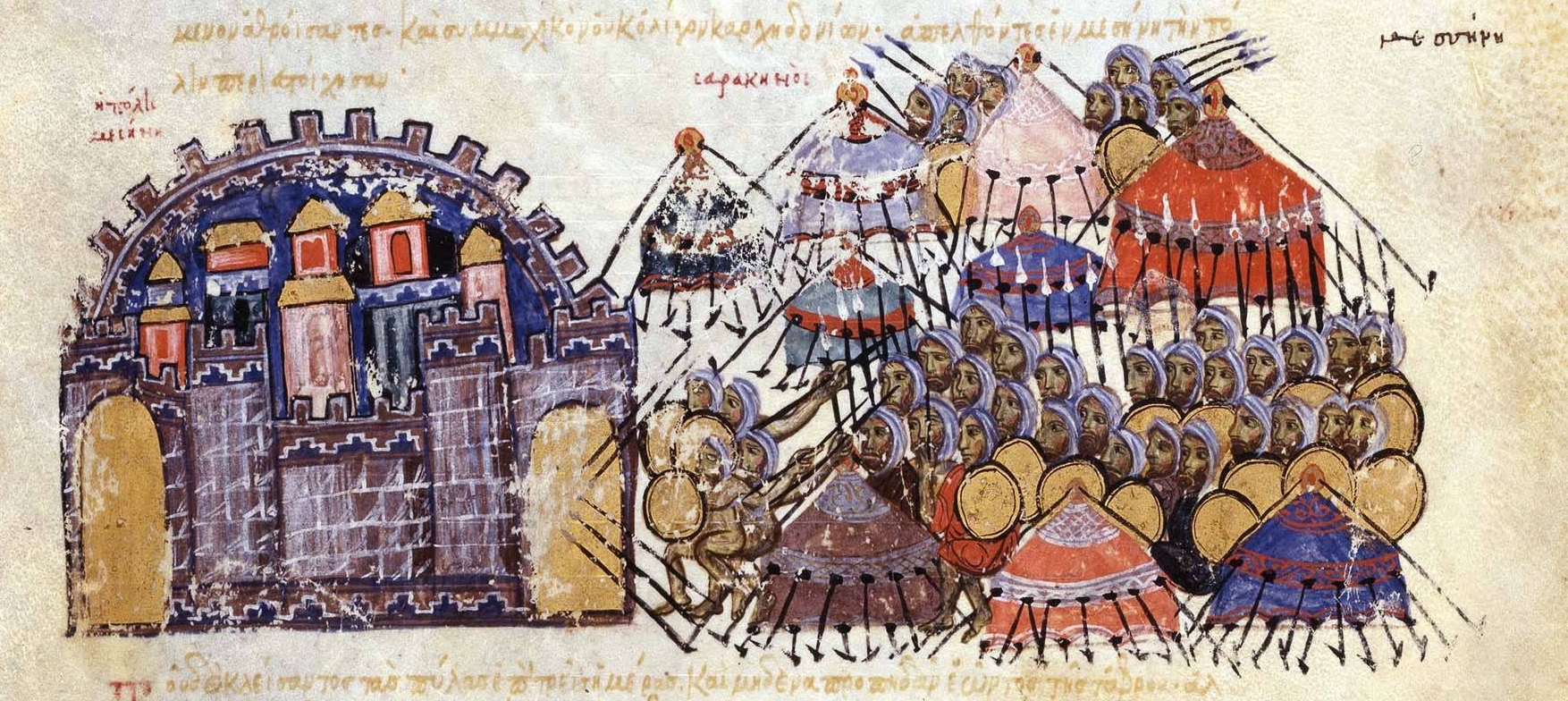
Il·lustració de la Sinopsi d'històries (manuscrit de Madrid), en la qual es representa el setge de Messina del 1040, ciutat que va ser defensada per Catacaló.

Catacaló va néixer a Colònia i, tot i que sembla que era membre de la família aristocràtica dels Catacaló, segons l'historiador Joan Escilitzes era d'orígens humils. Es va distingir per primera vegada en la campanya siciliana de Jordi Maniaces. Allà, amb el rang de protoespatari, va comandar un contingent del tema d'Armènia i va estar al càrrec de la defensa de Messina durant l'atac àrab del 1040.
El 1042, l'emperador Miquel V (1041–1042) li va encomanar que sufoqués una rebel·lió a Constantinoble. L'any següent va derrotar Iaroslau I de Kíev que havia enviat un atac naval contra Constantinoble i amb aquest motiu va rebre els títols de vestes i arcont de les ciutats del Danubi. Però va ser en època de l'emperador Constantí IX Monòmac (1042–1055) que va tenir els èxits més importants de la seva carrera professional. Va servir a l'orient com a duc d'Ibèria i va ser governador d'Aní després que aquesta ciutat fos annexada a l'Imperi Romà d'Orient el 1045. Quan van sorgir els primers enfrontaments amb els seljúcides, Catacaló va dirigir les forces locals contra els invasors. A finals del 1040, va ser ascendit al càrrec de stratelates d'orient i va participar en la campanya contra els petxenegs, com a segon general al servei de l'inexpert rhaiktor Nicèfor. Durant aquella guerra va ser ferit greument. Cap al 1055, fou ascendit a  magistros i nomenat per al prestigiós càrrec de duc d'Antioquia.
El successor de l'emperador Constantí IX, Miquel VI l'Estratiòtic (1056–1057), no va confiar gaire en els generals que s'havien destacat i els va tractar amb menyspreu; va desestimar la proposta d'ascendir Catacaló i Isaac Comnè al rang de pròedre i, més endavant, va fer fora Catacaló. Com a reacció Catacaló va donar suport actiu a la sublevació d'Isaac Comnè el 1057, que va acabar amb la deposició de Miquel i la pujada al tron d'Isaac. Catacaló fou recompensat amb el títol de kouropalates.

## Escrits relacionats amb Catacaló
Sembla que Catacaló va escriure un llibre autobiogràfic, que va ser emprat per Joan Escilitzes per obtenir informació sobr el període 1042–1057 de la seva Sinopsi d'històries. El text de Catacaló no es conserva però en el d'Escilitzes, es pot trobar una descripció de la seva carrera amb gran detall, cosa que l'autor fa amb admiració.
Es va dir en el passat que Catacaló era també l'autor d'una obra sobre estratègia militar anomenada Strategikon de Kekaumenos, però actualment la majoria d'autors opinen que es deu tractar d'una altra persona.